# Another Perfect Day Video EP
Another Perfect Day Video EP è una VHS live (semi-ufficiale) della band heavy metal britannica Motörhead, uscita nel 1983 per l'etichetta Sony Music. La videocassetta, contiene cinque tracce, di cui tre tratte dall'omonimo album Another Perfect Day.

## Tracce
1. Iron Fist
2. One Track Mind
3. The Chase Is Better Than The Catch
4. Shine
5. I Got Mine

## Formazione
- Lemmy Kilmister - basso, voce
- Brian "Robbo" Robertson - chitarra
- Phil "Philthy Animal" Taylor - batteria